# Ткацкие мануфактуры Зиминых в Зуеве
Ткацкие мануфактуры Зиминых в Зуеве (позже вошли в состав «Товарищество Подгорной мануфактуры») — ткацкие фабрики, принадлежавшие известному купеческому роду Зиминых (официально — «Торговый дом Зиминых»). Фабрики располагались в Богородском уезде Московской губернии близ Зуева (ныне — Орехово-Зуево).

## История

### XIX век
«по собрании верных
справок донести: когда, с чьего разрешения и на чьей земле устроено заведение,
в каких строениях помещается, в каком расстоянии расположено от жилых
строений, и не угрожает ли сим последним опасностью от огня, какие машины
и сколько рабочих находится на заведении; […] куда стекают нечистоты, не
происходит ли от работ на заведении порчи воды и воздуха в окрестностях и не
встречается ли со стороны полиции каких-либо препятствий к дозволению
содержать заведение…»
Официально первая фабрика Зиминых в Зуеве была основана в 1810 году. В период XIX века сохранилось крайне мало сведений о работе предприятия, так как в это время многие мануфактуры работали «здесь и сейчас». Всё, что нужно было сделать для начала работы — заплатить за гильдийские свидетельства. После этого на выкупленной земле можно было делать что угодно, никому при этом не отчитываясь. В одном из документов Московского губернского правления было написано: «большая часть этих заведений существует издавна и открыты без разрешения начальства».
Лишь к 1860 году в Московской губернии начался учёт подобных предприятий. Генерал-губернатор соответствующей губернии разослал циркуляр уездным исправникам, для того чтобы они начали докладывать, где и как использовалась земля, на которой размещено заведение.
Тогда после этого Зимины поняли, что никаких официальных документов о свидетельстве у них нет, после чего они в кратчайшие сроки оформили свидетельства на свою мануфактуру. Для того чтобы не быть наказанными, они использовали разные хитрости. Например, Иван Никитич Зимин писал московскому губернатору князю А. В. Оболенскому:
«Не находя в конторе свидетельства на разрешение производства работ на ситцевой фабрике моей, состоящей Богородского уезда при деревне Зуевой, которое предполагаю затерянным, почтительнейше прошу Ваше сиятельство выдать таковое мне, для написания коего и представляю один лист гербовой бумаги рублевого достоинства».
6 февраля 1865 года Иван Семёнович Зимин получил «Свидетельство № 2213», подписанное московским губернатором.
Через год в декабре И. С. Зимин получил в гор. думе купеческое свидетельство, два приказчичьих, торговый билет, свидетельство первого класса и два документа, удостоверяющих личность — один для себя, и второй для сына Макария Ивановича.
К 1869 году уже все предприятия губернии были зафиксированы и после этого каждое предприятие должно было подавать отчёт о их работе в соответствующий орган. В деревнях Зуево и Дубровке было 20 фабрик, и четыре из них принадлежали Зиминым. По ситце-пунцовой и красильной фабрике у Ивана Семёновича и Ивана Никитича; бумаготкацкая мануфактура у Ефима Степановича. Все эти фабрики находились в Зуево.
На тот момент все члены династии Зиминых были купцами Павловского Посада.
Неподалёку от Зуева была основана Подгорная ткацкая фабрика, в так называемом селении Крестовоздвиженский погост, или неофициально Крестовоздвиженское. Предприятие состояло из двух больших корпусов — трёхэтажного и двухэтажного. Была и вторая мануфактура — пунцово-красильная, которая находилась в Зуево и занимала одноэтажный корпус на земле усадьбы Зиминых. Территории обеих фабрик были очень большими: в 1899 году торговому дому Зиминых принадлежало 6 десятин 23 квадратных сажени, против 21 десятины 785 квадратов сажени в Крестовоздвиженском. Обе территории занимали мануфактурные постройки.

### Подгорная ткацкая фабрика
В холодные времена года отопление осуществлялось торфом, для чего фабрики возводили рядом с торфяными болотами, для того чтобы с лёгкостью добывать необходимый для отопления компонент. С конца 1890 года отопление производилось нефтяными остатками. Работа в Подгорной ткацкой мануфактуре шла весь год, в то время как в пунцово-красильной фабрике с 15 февраля до 1 декабря.
В 1888 году на обоих фабриках работало 370 человек, из этого числа: мужчин — 188, женщин — 153. Также работали и подростки в возрасте 15-17 лет — таких было 29 человек.
Работа проходила в одну смену — начиналась в 4 утра и заканчивалась в 9 вечера. Во время рабочего дня допускался перерыв на час, чтобы пообедать и перерыв на полчаса для завтрака. Заработная плата была сдельной и напрямую зависела от того, сколько рабочий выработал ткани: от 8,25 рублей до 11,50 рублей. Наиболее ценные, хорошие и продуктивные работники получили в несколько раз больше. Например, Антон Фёдоров, ткач, в 1898 году получал от 26 рублей до 42 рублей в месяц в зависимости от выполненной работы, а Наталья Прокофьева от 12 рублей до 21.
Была одна машина на пару силой в 16 лошадей и 200 станков для работы.
Возле фабрики была построена больница, которой управлял окончивший недавно медицинский факультет Московского университета В. Н. Кипарисов. Работники предприятия и их родственники (обязательно проживавшие вместе с ними) могли совершенно бесплатно воспользоваться абсолютно любой медицинской помощью.
Некоторые здания, прилегающие к фабрике, периодически горели, поэтому приходилось их отстраивать и восстанавливать.
- В 1882 году случился пожар в казарме;
- В 1885 году сгорела больница.

Все требуемые изделия вроде досок, столов и так далее изготавливались в собственных мастерских. Возле фабрики была оранжерея, откуда предприятие получало овощи и зелень для пропитания.
Спустя некоторое время фабрика была значительно модернизирована: была куплена новая техника, локомобиль, технически улучшена инженерами.
В 1917 году произошла Октябрьска революция, и спустя век с момента основания фабрика была национализирована.

## Галерея
- Бланк письма, которым фабричный инспектор запрашивал данные о фабрике Зиминых
- Ответ Николая Макаровича Зимина на запрос
- Промысловое свидетельство на склад хлопчатобумажного товара
- Сведения из фабричной книги Зиминых о том, что Подгорная мануфактура основана в 1810 году